# منطقه ترانگ خان

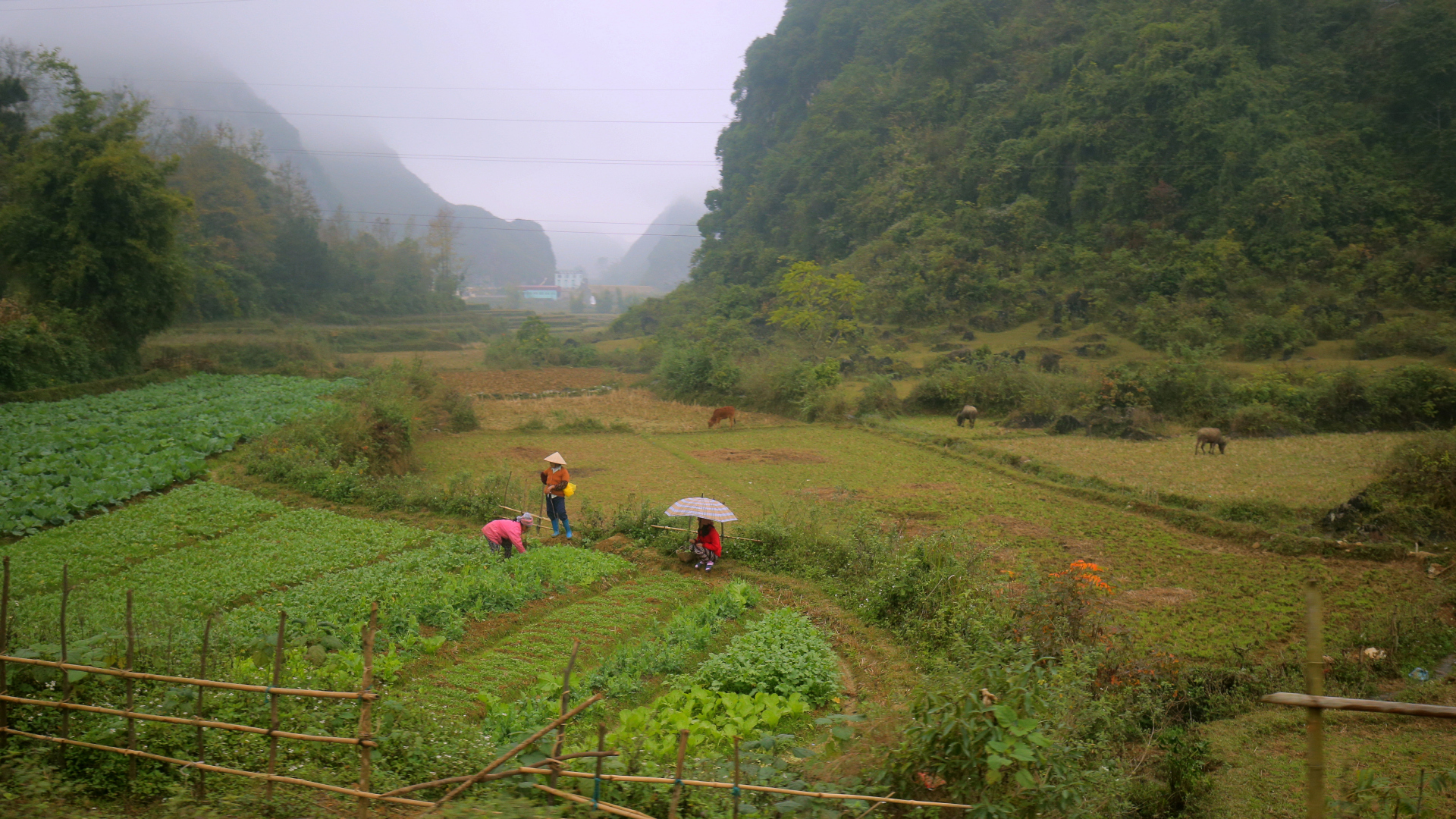
پو تاو، ناحیه ترونگ خان در استان کائو بانگ در منطقه شمال شرقی ویتنام

منطقه ترانگ خان (به لاتین: Trùng Khánh District) یک منطقهٔ مسکونی در ویتنام است که در شمال شرقی ویتنام واقع شده‌است.

## خصوصیات
منطقه ترانگ خان ۵۰٬۱۸۹ نفر جمعیت دارد.